# Distribució zeta
En teoria i estadística de probabilitats, la distribució zeta és una distribució de probabilitat discreta. Si X és una variable aleatòria distribuïda en zeta amb el paràmetre s, aleshores la probabilitat que X prengui el valor enter k ve donada per la funció de massa de probabilitat
{\displaystyle f_{s}(k)=k^{-s}/\zeta (s)\,}
on ζ( s ) és la funció zeta de Riemann (que no està definida per a s = 1).
Les multiplicitats de factors primers diferents de X són variables aleatòries independents.
La funció zeta de Riemann és la suma de tots els termes {\displaystyle k^{-s}} per a l'enter positiu k, apareix així com la normalització de la distribució Zipf. Els termes "distribució Zipf" i "distribució zeta" s'utilitzen sovint de manera intercanviable. Però si bé la distribució Zeta és una distribució de probabilitat per si mateixa, no està associada a la llei de Zipf amb el mateix exponent. Vegeu també la distribució Yule–Simon.

## Definició[3]
La distribució Zeta es defineix per a nombres enters positius {\displaystyle k\geq 1}, i la seva funció de massa de probabilitat ve donada per
{\displaystyle P(x=k)={\frac {1}{\zeta (s)}}k^{-s}}
on {\displaystyle s>1} és el paràmetre, i {\displaystyle \zeta (s)} és la funció zeta de Riemann.
La funció de distribució acumulada ve donada per
{\displaystyle P(x\leq k)={\frac {H_{k,s}}{\zeta (s)}},}
on {\displaystyle H_{k,s}} és el nombre harmònic generalitzat
{\displaystyle H_{k,s}=\sum _{i=1}^{k}{\frac {1}{i^{s}}}.}